# Carmen Aída Lazo

Carmen Aída Lazo

Carmen Aída Lazo (San Salvador, ngày 3 tháng 1 năm 1976) là một nhà kinh tế người Salvador và trưởng khoa Kinh tế và Kinh doanh tại Escuela Superior de economía y Negocios. Cô là ứng cử viên cho Phó Chủ tịch El Salvador cho Đảng Liên minh Quốc gia (El Salvador) (PCN) cho Cuộc bầu cử Tổng thống 2019.

## Tuổi thơ và giáo dục
Năm 1994, Lazo bắt đầu học kinh tế tại Escuela Superior de economía y Negocios. Cô tốt nghiệp loại xuất sắc năm 1999, và sau đó lấy bằng thạc sĩ kinh tế vĩ mô ứng dụng tại Đại học Công giáo Chile và bằng thạc sĩ quản trị công tại Đại học Harvard. Khi theo học tại Harvard, cô đã nhận được học bổng từ chính phủ Nhật Bản, Hoa Kỳ và từ Ngân hàng Thế giới.

## Sự nghiệp
Cô làm việc với tư cách là Cán bộ Chương trình và là Phó Điều phối viên của Báo cáo Phát triển Con người trong Chương trình Phát triển Liên Hợp Quốc (UNDP). Bà cũng từng làm việc trong Bộ Kinh tế với tư cách là Cố vấn về các vấn đề như năng lượng, thương mại quốc tế, khu vực tự do, thống kê và đàm phán với các lĩnh vực khác nhau. Đồng thời, cô là thành viên của Hội đồng quản trị đầu tiên của Giám thị cạnh tranh và đảm nhận vai trò Chủ tịch Hội đồng quản trị của tổ chức Un Techo para mi País. Cô là thành viên của nhóm Đối tác vì sự phát triển, cũng như trong việc xây dựng và đàm phán Fomilenio II.

### Chính trị
Năm 2018, cô được bầu làm đại diện của Đảng Hòa nhạc Quốc gia (PCN) để được đăng ký trong cuộc bầu cử tổng thống El Salvador năm 2019. Cô hiện là ứng cử viên của Phó Chủ tịch El Salvador cho PCN cùng với Carlos Calleja từ ARENA.

## Cuộc sống cá nhân
Cô kết hôn với Ivan Sanjines và mẹ của 2 đứa con, Andrés và Camila.